# Bussea occidentalis
Bussea occidentalis är en ärtväxtart som beskrevs av John Hutchinson. Bussea occidentalis ingår i släktet Bussea och familjen ärtväxter. Inga underarter finns listade i Catalogue of Life.